# Eletrocromismo
Eletrocromismo é o fenômeno apresentado por alguns compostos químicos de mudança reversível de cor quando uma descarga de carga elétrica sobre ela é aplicada.

## Materiais eletrocrômicos

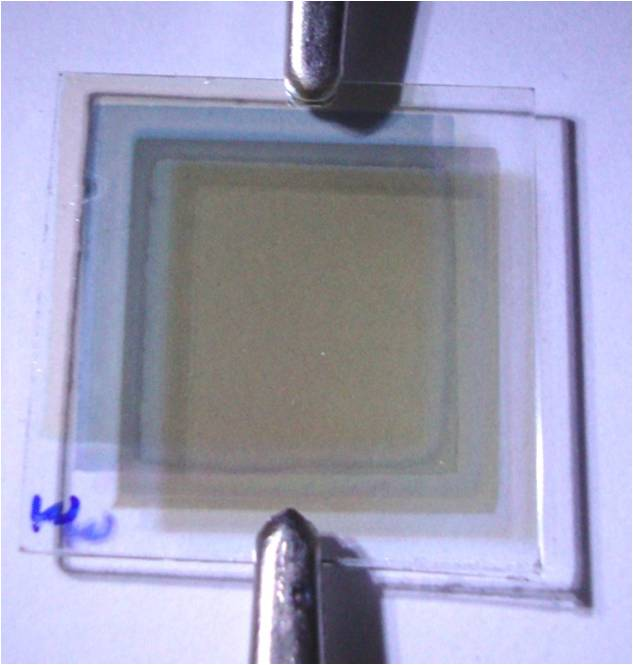
Electrochromic devices in bleach state, The MSU Baroda, India.jpg

Materiais eletrocrômicos tem a capacidade de mudar suas propriedades ópticas, de forma reversível aplicando um determinado potencial elétrico. A mudança de coloração ocorre nesses materiais devido à presença de moléculas cromógenas, que absorvem a perturbação elétrica e como resposta, alteram suas propriedades ópticas, através de reações de oxidação ou redução. O principal uso desses materiais são os dispositivos conhecidos como janelas ou vidros inteligentes para uso em edifícios, veículos e monitores, as capacidades de mudanças de coloração ou de refletividade geram um grande benefício econômico com o controle de luminosidade do ambiente, reduzindo os gastos de luz.

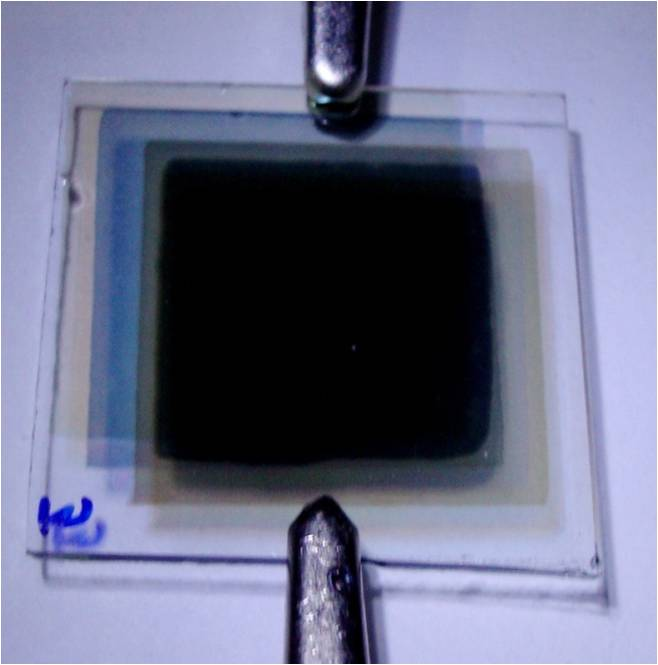
Electrochromic devices in color state, The MSU Baroda, India.jpg

## Parâmetros de eficiência em sistemas eletrocrômicos
O desempenho de um sistema eletrocrômico é medido por meio de três parâmetros principais, que são a eficiência eletrocrômica, contraste e tempo de resposta. A eficiência eletrocrômica é definida como a variação da Absorbância, ou seja, quando certa carga elétrica é fornecida por unidade de área, e como se trata de uma medida de desempenho deve ser analisada juntamente com a variação do contraste, pois é possível encontrar materiais com alta eficiência eletrocrômica com baixos valores de contraste. O tempo de resposta é o tempo necessário para o material mudar de cor, normalmente este tempo esta na ordem dos segundos, mas para materiais comerciais de larga escala pode ser encontrado na ordem dos minutos. Outro parâmetro importante é a estabilidade do material eletrocrômico, que não deve sofrer desgaste com os constantes processos de alteração de cor. Além da estabilidade o material também deve possuir uma memoria óptica, que é a persistência da coloração após a aplicação do potencial elétrico por um determinado tempo.

## Composição da célula eletroquímica
Na composição da célula eletroquímica os substratos utilizados geralmente são placas de vidro recobertas com uma fina camada de óxido condutor (escala manométrica), por exemplo, o óxido de estanho dopado com índio (ITO) ou dopado com fluo (FTO), intercalados com o material eletrocrômico. O eletrodo utilizado deve possuir alto valor de transmitância, próximo a 80% normalmente. A disposição dos eletrodos na célula eletroquímica pode ser alterada para formação de três células distinta que serão usadas para diferentes funções.

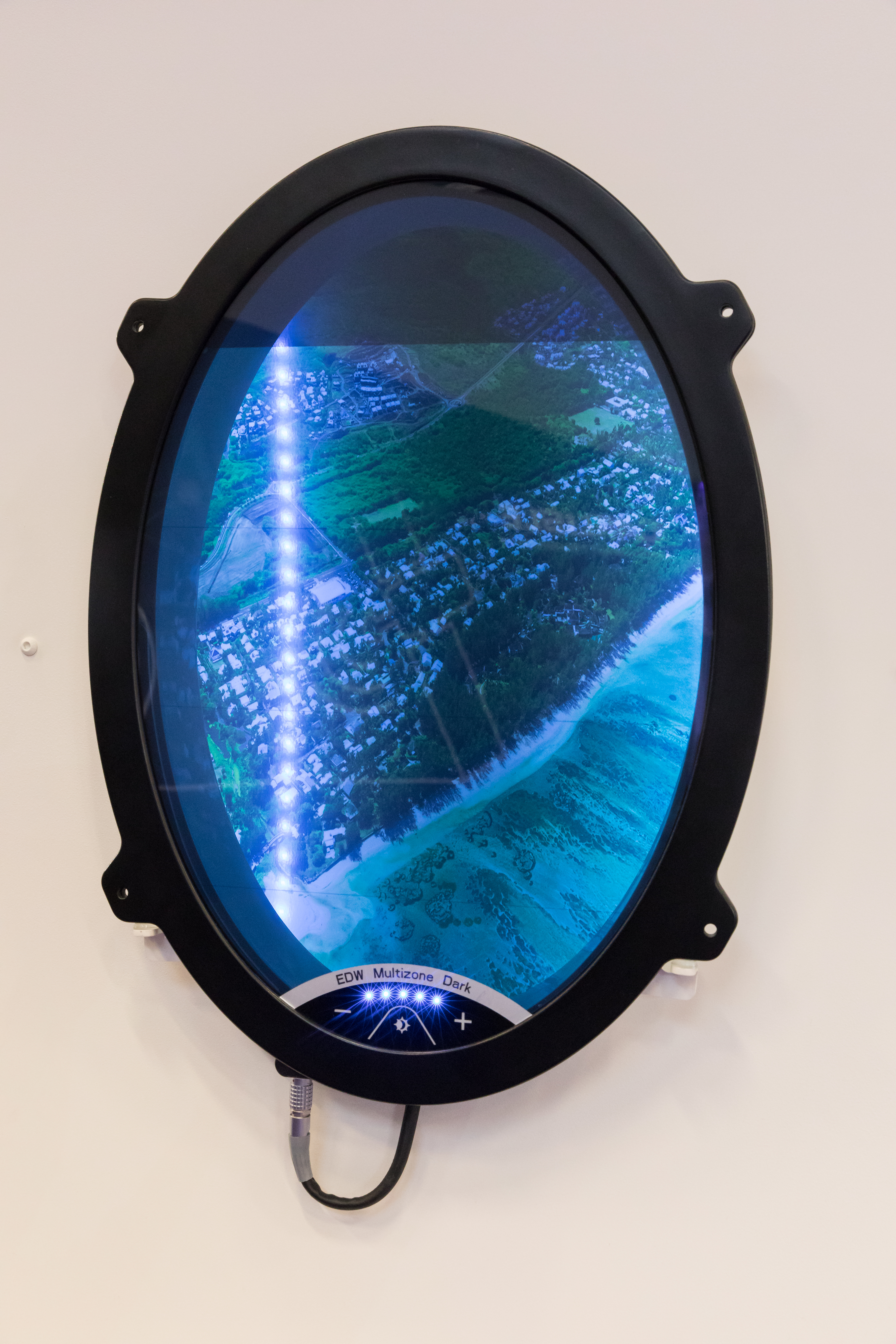
Passenger Experience Week 2018, Hamburg (1X7A3712).jpg

## Classificação de materiais eletrocrômicos
Os materiais eletrocrômicos podem ser orgânicos e inorgânicos, e são subdivididos como óxidos de metais de transição, complexos, sais de bipiridina, e polímeros condutores.  Os materiais mais estudados na literatura são os filmes de óxidos metálicos que podem ter suas propriedades eletroquimicamente alteradas produzindo intensa absorção, como o óxido de molibdênio (transparente/azul), óxido de titânio (transparente/azul escuro), óxido de vanádio (amarelo/azul). Um metal de transição muito estudado nos últimos anos é o hexacianoferrato de ferro, conhecido como Azul da Prússia (transparente, azul, verde e amarelo), ele possui diversos estados de oxidação, denominado composto poli eletrônico. Dentre os materiais orgânicos eletrocrômicos os polímeros condutores apresentam facilidade de síntese , grande estabilidade e baixa dissolução em água, eles são constituídos de anéis aromáticos ou cadeias lineares conjugadas. Como principais polímeros estudados temos a poli(anilina), o poli(tiofeno) e o poli(acetileno).